# Euglypta romblonica
Euglypta romblonica är en skalbaggsart som beskrevs av Miksic 1982. Euglypta romblonica ingår i släktet Euglypta och familjen Cetoniidae. Inga underarter finns listade i Catalogue of Life.